# Manuel de Castro e Brito
Manuel Efigénio Cano de Castro e Brito GCMAI (Baleizão, Beja, 25 de Setembro de 1950 - Baleizão, 29 de Março de 2016), foi um empresário português.

## Biografia

### Nascimento
Manuel de Castro e Brito nasceu em 25 de Setembro de 1950, em Baleizão, no concelho de Beja.

### Carreira profissional
Em 1974 iniciou a sua carreira como agricultor, e em 1976 passou pela Escola de Regentes Agrícolas de Santarém.
Exerceu como presidente da direcção da ACOS – Agricultores do Sul, e em 1989 presidiu à comissão organizadora da Ovibeja, uma importante feira agrícola no Sul do país, sendo considerado o principal promotor daquele evento. Entre 1990 e 1998 exerceu como perito em carne caprina e ovina no Comité das Organizações Profissionais Agrícolas da Comunidade Europeia / Comité Geral da Cooperação Agrícola da Comunidade Europeia. Em 1997 e 1998, ocupou a posição de vice-presidente na Confederação dos Agricultores de Portugal. Em 2004, tornou-se presidente da Federação das Associações de Agricultores do Alentejo. De 2004 a 2013, exerceu como vogal na Mesa Administrativa da Santa Casa da Misericórdia de Beja.
De 2007 a 2011 fez parte da direcção da Associação Industrial Portuguesa, e entre 2011 e 2014 participou no Conselho Geral da Associação Industrial Portuguesa - Câmara de Comércio e Indústria.

### Falecimento
Faleceu na sua residência em Baleizão, em 28 de Março de 2016. O funeral foi realizado na Igreja de Nossa Senhora do Carmo em Beja, tendo o corpo sido depositado no cemitério da cidade.

## Homenagens
Em 2003, recebeu a Medalha de Mérito Municipal, grau prata, da Assembleia Municipal de Beja, e durante a inauguração da Ovibeja, em 2005, foi condecorado pelo presidente da república, Jorge Sampaio, com o grau de comendador da Ordem do Mérito Agrícola.
Em finais de 2016, Manuel de Castro e Brito foi promovido, de forma póstuma, ao grau de grã-cruz da Ordem do Mérito Agrícola. Nessa altura, o presidente da república, Marcelo Rebelo de Sousa, ressalvou os seus esforços pelo desenvolvimento da agricultura na região. Durante a edição de 2018 da Ovibeja, o nome de Manuel de Castro e Brito foi colocado no Parque de Feiras e Exposições de Beja.